# 彩丽蛇菰
彩丽蛇菰（学名：Balanophora splendida）是蛇菰科蛇菰属的植物，是中国的特有植物。分布于中国大陆的广西等地，生长于海拔750米至1,300米的地区，多生在密林中，目前尚未由人工引种栽培。